# Valerie Saena Tuia
Valerie Saena Tuia es una científica de plantas de Samoa. Se desempeñó como oficial encargada de los recursos genéticos en la Secretaría del Centro Comunitario del Pacífico para Cultivos y Árboles del Pacífico durante más de 15 años, retirándose en 2017.

## Biografía
Tuia tiene un bachillerato en Agricultura, un diploma de posgrado y una maestría en Agricultura. En Samoa ocupó los cargos de oficial de agricultura e investigadora principal en el servicio público de Samoa. En estas funciones, Tuia fue responsable de trabajar con los agricultores para ayudarlos a diversificar y mejorar sus cultivos. Más tarde se mudó a Fiyi para trabajar en la Secretaría del Centro Comunitario del Pacífico para Cultivos y Árboles del Pacífico como oficial encargada de recursos genéticos.
Durante su mandato, Tuia llevó a cabo una investigación científica sobre el cultivo de raíces del taro, estableció la más grande colección de taro del mundo y gestionó el banco genético de plantas de la región. La colección de taro del centro se ha utilizado para desarrollar nuevas variedades de taro tolerantes a la enfermedad del tizón de la hoja. Tuia también trabajó en un sistema de propagación del árbol del pan que produjo plantas más vigorosas y altas que las que se cultivan utilizando métodos convencionales.
Después de su retiro, Tuia regresó a Samoa para dirigir un negocio familiar.